# Heather Locklear

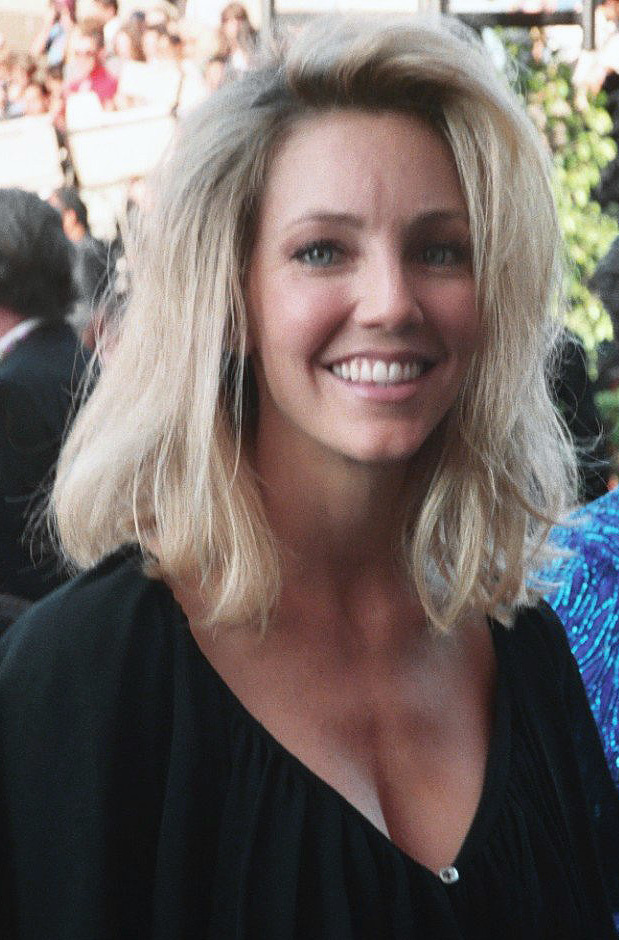
Heather Locklear

Heather Deen Locklear (n. 25 septembrie 1961, Los Angeles, California, SUA) este o actriță și producătoare de filme, americană.

## Filmografie
| Anul | Titlu                                 | Rol                              | Note            |
| ---- | ------------------------------------- | -------------------------------- | --------------- |
| 1981 | The Return of the Beverly Hillbillies | Catherine                        | Supporting Role |
| 1984 | Declanșatorul                         | Victoria 'Vicky' Tomlinson McGee | Supporting Role |
| 1989 | The Return of Swamp Thing             | Abby Arcane                      | Lead Role       |
| 1991 | The Big Slice                         | Tanya                            | Supporting Role |
| 1993 | Wayne's World 2                       | Herself                          | Cameo           |
| 1996 | The First Wives Club                  | Sharon                           | Supporting Role |
| 1997 | Double Tap                            | Kat Shaw                         | Lead Role       |
| 2000 | Money Talks                           | Grace Cipriani                   | Lead Role       |
| 2003 | Looney Tunes Back in Action           | Dusty Tails                      | Supporting Role |
| 2004 | Uptown Girls                          | Roma                             | Supporting Role |
| 2005 | The Perfect Man                       | Jean Hamilton                    | Lead Role       |
| 2006 | Mr Washboard Stomach                  | Sabrina Townsend                 | Lead Role       |
| 2007 | Sydney White                          | Cassie                           | Supporting Role |
| 2007 | Angels Fall                           | Reece                            | Lead Role       |